# 제라우두 아우크밍
제라우두 조제 호드리게스 아우키민 필류(브라질 포르투갈어: Geraldo José Rodrigues Alckmin Filho, 1952년 11월 7일 ~ )은 브라질의 정치인으로, 제26대 브라질 부통령이다. 2001년부터 2006년, 2011년부터 2018년 사이 상파울루 주지사를 지냈다. 정치평론가들은 그를 금융회사들과 관련된 친기업주의적인 정치인이라고 묘사하였다.

## 생애
제라우두 아우키민은 브라질 상파울루주에서 1952년 11월 7일에 제라우두 조제 호드히게스 아우키민의 아들로 태어났다. 1973년 의과대학 1학년 재학중 정치계에 뛰어들어 공직에 임명되었으며, 2001년부터 3월 6일부터 2006년 3월 6일까지 상파울루 주지사를 지냈다. 2006년 브라질 대통령 선거에 브라질 사회민주당 후보로 출마하여 결선투표에서 루이스 이나시우 룰라 다 시우바와 맞붙었으나, 압도적인 득표 차이로 패배하며 낙선하였다. 이후 2010년 상파울루 주지사 선거에 재출마하여 당선되었고, 2011년 3월 6일 상파울루 주지사로 취임하며 정치계에 복귀했다. 2015년 상파울루 주지사 선거에서 다시 당선되어 2018년 대통령 선거 출마를 위해 사임할 때까지 상파울루 주지사직을 지냈다.
2018년 브라질 대통령 선거에 브라질 사회민주당 후보로 다시 출마하였으나, 저조한 득표율로 낙선했다. 이는 사회민주당 역사상 최악의 선거 패배로 기록되었다. 제라우두 아우키민은 자이르 보우소나루를 지지하는 사회민주당 지도부와 충돌했고, 2021년에 사회민주당을 탈당해 무소속 정치인이 되었다. 2022년 브라질 대통령 선거에서 과거 경쟁했던 루이스 이나시우 룰라 다 시우바가 그를 부통령 후보로 지명하면서 룰라와 함께 선거에 출마하게 되었다. 같은해 제라우두 아우키민은 브라질 사회당에 영입되었다. 2022년 10월 2일에 실시된 1차 투표에서 룰라와 함께 과반으로 우승했으며, 2022년 10월 30일에 실시된 결선 투표에서 자이르 보우소나루와 그의 부통령 후보 발테르 소우자 브라가 네투를 꺾고 부통령에 당선되었다.

## 역대 선거 결과
| 선거명      | 직책명          | 대수 | 정당              | 1차 득표율 | 1차 득표수   | 2차 득표율 | 2차 득표수   | 결과 | 당락                 |
| ----------- | --------------- | ---- | ----------------- | ---------- | ------------ | ---------- | ------------ | ---- | -------------------- |
| 1994년 선거 | 상파울루 부지사 | 22대 | 브라질 사회민주당 | 46.84%     | 6,574,517표  | 56.12%     | 8,661,960표  | 1위  | 상파울루 부지사 당선 |
| 1998년 선거 | 상파울루 부지사 | 22대 | 브라질 사회민주당 | 22.95%     | 3,813,186표  | 55.37%     | 9,800,253표  | 1위  | 상파울루 부지사 당선 |
| 2000년 선거 | 상파울루 시장   | 48대 | 브라질 사회민주당 | 17.26%     | 952,890표    |            |              | 3위  | 낙선                 |
| 2002년 선거 | 상파울루 주지사 | 31대 | 브라질 사회민주당 | 38.28%     | 7,505,486표  | 58.64%     | 12,008,819표 | 1위  | 상파울루 주지사 당선 |
| 2006년 선거 | 브라질의 대통령 | 35대 | 브라질 사회민주당 | 41.64%     | 39,968,369표 | 39.17%     | 37,543,178표 | 2위  | 낙선                 |
| 2008년 선거 | 상파울루 시장   | 50대 | 브라질 사회민주당 | 22.48%     | 1,431,670표  |            |              | 3위  | 낙선                 |
| 2010년 선거 | 상파울루 주지사 | 35대 | 브라질 사회민주당 | 50.64%     | 11,519,314표 |            |              | 1위  | 상파울루 주지사 당선 |
| 2014년 선거 | 상파울루 주지사 | 35대 | 브라질 사회민주당 | 57.31%     | 12,230,807표 |            |              | 1위  | 상파울루 주지사 당선 |
| 2018년 선거 | 브라질의 대통령 | 38대 | 브라질 사회민주당 | 4.76%      | 5,096,350표  |            |              | 4위  | 낙선                 |
| 2022년 선거 | 브라질의 부통령 | 26대 | 브라질 사회당     | 48.43%     | 57,259,504표 | 50.90%     | 60,345,999표 | 1위  |                      |